# Birgerhøgda
Die Birgerhøgda (norwegisch; russisch Хребет Куприна Chrebet Kuprina, deutsch ‚Kuprins Grat‘) ist ein 2625 m hoher Berg im ostantarktischen Königin-Maud-Land. Im Gebirge Sør Rondane ragt er im westlichen Teil der Bergersenfjella auf.  
Wissenschaftler des Norwegischen Polarinstituts benannten ihn 1968 nach dem norwegischen Politiker und Diplomaten Birger Martin Bergersen (1891–1977), Vorsitzender der norwegischen Walfangkommission.